# Wahlen 1829
◄ | 1825 | 1826 | 1827 | 1828 | Wahlen 1829 | 1830 | 1831 | 1832 | 1833 | ► | ►►

Weitere Ereignisse
Die Liste der Wahlen 1829 umfasst Parlamentswahlen, Präsidentschaftswahlen, Referenden und sonstige Abstimmungen auf nationaler und subnationaler Ebene, die im Jahr 1829 weltweit abgehalten wurden.
Das damalige Wahlrecht entsprach typischerweise nicht den Wahlrechtsgrundsätzen der direkten, geheimen und gleichen Wahl. Zeittypisch waren oft nur kleine Teile der Bevölkerung wahlberechtigt, ein Frauenwahlrecht war nicht gegeben.

## Termine
| Land         | Datum               | Link zur Wahl 1829 | Link zur letzten Wahl | Bemerkung |
| ------------ | ------------------- | ------------------ | --------------------- | --------- |
| Kirchenstaat | 24. Feb. – 31. März | Konklave 1829      | 1823                  |           |